# Клеймо вечного долга
«Клеймо́ ве́чного до́лга» — первый студийный альбом российской хеви-метал группы «Эпоха», который вышел на лейбле MetalAgen 25 апреля 2009 года.

## Список композиций
| №                   | Название                       | Длительность |
| ------------------- | ------------------------------ | ------------ |
| 1.                  | «Пришивая крылья»              | 3:56         |
| 2.                  | «Строитель эпохи»              | 4:18         |
| 3.                  | «Крестовый поход»              | 3:56         |
| 4.                  | «Он ищет небо на земле»        | 5:31         |
| 5.                  | «Клеймо вечного долга»         | 6:54         |
| 6.                  | «Излечи меня»                  | 4:15         |
| 7.                  | «Кольцо всевластия»            | 5:18         |
| 8.                  | «Возьми от жизни, что сможешь» | 5:09         |
| Общая длительность: | Общая длительность:            | 39:17        |

## Участники записи
- Мак Лауд — вокал
- Алексис — вокал
- Петер Ович — гитара
- Михалк Ович — гитара
- Игорь «Воланд» Коротышев — бас-гитара
- Игорь Стичъ — ударные